# Hoplitis lecerfi
Hoplitis lecerfi är en biart som först beskrevs av Raymond Benoist 1929.  Hoplitis lecerfi ingår i släktet gnagbin, och familjen buksamlarbin. Inga underarter finns listade i Catalogue of Life.